# الحجيرة
الحجيرة إحدى بلديات ولاية تقرت الجزائرية التابعة لدائرة الحجيرة. وتقع على بعد 98 كم من جنوب عاصمة الولاية. وتعد الحجيرة البلدية الأم، وواحدة من أعرق البلديات في الولاية تأسست سنة 1957. ومن أهم أحيائها الحميمدات ، لقراف ، الراشدي ، بطاقة، مهادة ، المتقدمة .

## دائرة الحجيرة
كما هو ثابت تاريخيا أن منطقة الحجيرة تقع على وسط محطة الاتصال التجاري بين وادي سوف ووادي ميزاب وذلك مرورا (بوادي ريغ) فهي تقع جنوب جبال أولاد نائل والزيبان وشمال ملتقى الحمادة الصخرية بالعرق الشرقي والشط الشرقي أيضا.
وبعبارة أخرى ووفق التحديد الحالي:
- فلكيا: تقع بين خطي طول شمالا 25°و32° و59°و ° 32 وبين خطي عرض 20°5 و°07.
- جغرافيا: يحدها شمالا بلدة عمر وتماسين وشرقا بلدية المنقر ودائرة الطيبات وجنوبا بلديتي انقوسة وحاسي بن عبد الله وغربا بلدية العالية.
- مساحتها: تقدر مساحة بلدية الحجيرة 2429 كلم ²

## أصل التسمية «الحجيرة»
تكثر الروايات في أصل تسمية «الحجيرة» غير أنها تتقارب في إسناد الاسم إلى تفسير معين وانه لم يأت من فراغ فأغلب التأويلات الرائجة إلى أن شكل المدينة القديمة هو الذي أعطاها تلك التسمية إذ كان يحيط بها سور يشبه في شكله للناظر الحجرة في المأوي والتداول على الألسنة تحول الاسم إلى الحجيرة.
ومنهم من يرجع أصل التسمية الاشتقاق من الحجرة أي الصخرة لان المدينة القديمة تقع على ربوة عالية كانت الأشجار ملتفة حولها وتبادر إلى الذهن من أطلق عليها الاسم في أنها حجرة صغيرة أي حجيرة.
وبالبحث عن الكلمة في معجم (لسان العرب) لابن منظور نجد ما يلي في جذر الحجر:
• حجر أو حجيرة ومتحجرة: مكان تتواجد به الحجارة
• قال سيبويه: يقول الرجل ترجل أتفعل كذا وكذا يا فلان؟ فيقول حجرا أي سترا
• الحجيرة تصغير للحجرة (الغرفة)
• حجيرة مكان مرتفع ووسطه منخفض أي المأوى

## القرى التي تشكل المنطقة
تضم المنطقة المراد دراستها عدة قرى وهي: العالية، لقراف الغربي، الراشدي، الطيبين، المير، الدبيديبي الشرقي والغربي، دزيوة ولكاز.
وعدة أحياء مشكلة للحجيرة المدينة منها شعبة لاخرة والمتقدمة «زرارة» المتقدمة والعطيلات «الشراقة والغرابة» والعبابسة وابن الزين وفرانة ومهادة والحميمدات ومحاديد والخراربة وأولاد التلي والرحيمات وأولاد الاعسى وأولاد الشيخ وأولاد الطيب وغيرهم من الأحياء التي تتناثر هنا وهناك في ربوع المدينة

## الملامح العامة لبداية تشكل المنطقة
إن المعالم التاريخية التي نعثر عليها من خلال تنقلنا في المنطقة تكشف لنا عن أن المنطقة قديمة التشكل. فالعلامات التاريخية للاستدلال على الطريق والتي كونها أهل المنطقة والتي تتراء للمتنقل –القرارة حاليا –يتشف دون عناء تلك (الآبار) في تلك الفلاوات ليشرب المسافرون لان منطقة ظلت خالية من السكان والعمران لا يجد المار بها دليلا ولا يعثر بها على نقطة ماء حتى يقطع مسافة طويلة بين وادي ميزاب ووادي ريغ وجبال أولاد نائل وسيدي خالد وورقلة والقرارة ما لم ينحن يمينا ويسارا نحو واحات تقرت أو القرارة حيث تتضاعف له مسافة الطريق الأمر الذي يعرض التجار والمسافرين إلى الخلوة.
كما يمكن أن نشاهد تلك (الجدور)والتي عبارة عن كومة من الحجارة وحتى الأخشاب والتي كانت عادات الأجداد تقتضي أن يضع المار بها كمية من الحجارة أو الأخشاب ليضل الجدر قائما ومنها: جدر الصوان وجدر العود...الخ
كما عبر عنه الرحالة المغربي (حاج ناصر العياشي) في رحلته من (سلجماسة إلى تونس)قبل وجود قرى بالحجيرة وذلك في رحلته في القرن 16 محلته إلى الحجاز عبر ورقلة وتقرت فقال ((الصحراء أرض قاحلة لا يهتدي فيها إلا من مارسها ولا يهم المرء فيها إلا نفسه ولا ينتصب في شعابها إلا خوافق الرياح ولا يجترئ على قطها إلا ذو خف أو جناح بلاد كاد الطعام أن يكون فيها الدواء وهي أرض متنوعة فيها السهل المتصل وفيها الحمادة والجبال ومنها الأرض الحرشة الوعرة ومنها الرمال الكثيفة التي يحار فيها النظر والشطوط المالحة ذات السراب)).

## بداية نشوء المنطقة التاريخي
من الصعب تحديد بداية نشوء أي منطقة تاريخية، وذلك لعدة أسباب أبرزها:
- عدم وجود الكتب والوثائق التاريخية.
- عدم وجود المؤرخين عن تلك الحقبة وانعدام التراث الثقافي أو انقراضه بفعل العوامل الطبيعية كالراح والأمطار وغيرهما أو العوامل البشرية كالتخريب والحروب الاستعمارية....الخ
- عدم الوعي الثقافي للأجيال اللاحقة وجهلها بقيمة تدوين التاريخ

وكل هذه الأسباب توفرت في منطقتنا وتاريخها غير أن المتتبع والباحث يلفي بعض العلامات التي تدل على أن سنة 1195 بداية التشكل لمنطقتنا ويعزى ذلك إلى ظهور بعض الشخصيات والعائلات الرعوية من الأعراب والرحل وتتمثل في ظهور الولي الصالح: سـيدي محمـد السـائح صاحب الضريح القائم في بلدة عمر وعائلة بوخلط و (الربط) الذين استعملوا هذا الشيخ في رعي الإبل والمواشي ثم لقبوه بعطاف الحقات بعد أن اكتشف لهم من أمره وصلاحه حسب الروايات التي لا تخلو من جزء من الحقيقة مهما كانت خيالية أو أسطورية وحسب حسن الوزان الملقب بـ (ليون الأفريقي)صاحب متاب وصف أفريقيا: قال ((فان عربان الصحراء الأفريقية ينتمون إلى قبائل ثلاث هي: بنو حكيم –بنو هلال – بنو معقل وقد تفرع عن حكيم اثبوج سميت سعيد واستقر اثبوج في المغرب الأقصى وسميت حول البحر الأبيض المتوسط وطرابلس وتونس انتشر بنو سعيد في الصحراء الكبرى وأصبحوا يتعاملون من لبيا مع ورقلة وغرداية وتقرت في التجارة ولهم عدد وافر من الماشية يمول بها عدد كبير من القرى والمدن المجاورة لورقلة وتقرت وأصبحوا لا يغادرون المنطقة صيفا ولا شتاء....وتوجد عدة قصور وقرى وأماكن مأهولة بالسكان حوا تقرت على طول مسيرة ثلاث أو أربعة أيام وكلها خاضعة إلى أمير تقرت الذي أصبح يجتبي منها الذهب والأموال ويكون منها حرسه الخاص وهم من الأعراب الفرسان ورماة القذائف والبنادق ويعطيهم أجرا مناسبا حتى يبقى كل منهم في خدمته عن طيب خاطر وقد اتصل به حسن الوزان فوجده في تمام الطرب ولين الأريكة كثير العطف على الغرباء)).
إنهم من أبناء النموديين بيوتها من الياجور يحيط بها سور وحولها نخيل كثير ويوجد نواحيها عدة قصور وعدد لا يحصى من القرى وهي مركز تجاري هام بين قسنطينة والسودان والتجار الغرباء يحملون إليها منتوجات بلدهم ويستبدلونها فيها بما يأتي به التجار والزوار الآخرون والأهالي القاطنون بجوارها، وأهلها كرماء.
وان أغلب الروايات التي تتكلم عن المنطقة إنما تريد الإشارة إلى ذلك القصر فانطلاقا مما جاء في كتاب- ناصر الدين سعيدوني المسمى (دراسات وأبحاث في تاريخ الجزائر) (أن قبيلة سعيد ظهرت في القرن 13 م وتتفرع إلى فرعين أولاد مولات بنواحي تقرت وسعيد عتبة بنواحي انقوسة والفرع الثاني يضم عشيرتين هما سعيد أولاد عمر المستقرين بتماسين والحجيرة والمخادمة المنتشرين بين ورقلة والرويسات))
ومن هذه الشهادة الثابتة في بطون الكتب نستشف تاريخ المنطقة ونستنبط وجودها العمراني ودرها الاجتماعي المتمثل في حراسة المدن وتامين الطرقات الواصلة بين الودية الثلاثة لان ذلك باق على حاله إلى عهد قريب جدا حيث كان آباؤنا يحملون التجار والبضائع على جمالهم ما بين وادي ميزاب ووادي ريغ عبر منطقتنا هذه –الحجيرة – وحتى إلى ما وراء ذلك شرقا نحو وادي سوف والزيبان وغربا وجنوبا نحو ورقلة والاغواط حتى أن بعض العائلات في الحجيرة تنتسب إلى ما وراء تقرت ومزاب مثل أولاد الشيخ بن عمر بن الطاهر فهم من أولاد جلال –حسب بضع الروايات الشعبية –وكذلك أل جواد فهم من الشيعة وكذلك أولاد بن دومة من الاغواط وخنفر من أولاد نائل وقيطون من الصور وما دمنا قد ذكرنا هذه العائلات حسب الروايات الشعبية فان الحقيقة التاريخية المعترف بها حاليا هي أن سكان الحجيرة وما جاورها يعرفون بلقب سعيد أولاد عمر وسعيد هؤلاء هم الذين تكلم عنهم حسن الوزان حيث انقسموا إلى فرعين أولاد لخضر وأولاد علاهم وتفرع أولاد لخضر إلى السراسبية والحميدات والربط والبزالمية وتفرع أولاد علاهم إلى زرارة وأولاد لعسة والعزائز وإلى جانب هذه الفروع هناك السعيدانية والطيبين الدبيديبي ولمهم انتماء إلى الربط وأولاد لعسة وتنظم إلى سعيد كلهم جماعة الدرائسة سكان المير الذين قدموا مؤخرا إلى المنطقة كما توجد في الحجيرة أقليات من أولاد السائح وأولاد سيدي الحاج علي.

## واضع حجر أساس للحجيرة
تختلف الروايات في ذكر مؤسس الحجيرة ونسرد في ما يلي أهم ما يذكر في هذا المقام من أقاويل معتمدين على دراسات سبقتنا إليها الدارسون.
- - تذكر الروايات أو واضع الحجر الأساسي للحجيرة هو: معمر بن مبارك.
  - والبعض الآخر يقول هو: سيدي أمحمد حجيرة حفيد سيدي عمر لبيض صاحب لكاز وصاحب الضريح القديم الموجود في القصر القديم (الصومعة)
  - وهناك روايات أخرى تقول بان جماعة من سعيد سكنوا القلية الحمراء وغرسوا بها النخيل فلما جاء سيدي عبد القادر بن البوطي من دزيوة وحل بالعالية وبأمر ومن الشيخ التيجاني أعطى بدوره لجماعة سعيد أن يرحلوا عنه ويذهبوا إلى الحجيرة حسب الروايات الشعبية –التي تتضارب أحيانا –ولكنها تجمع على أن جماعة سعيد خرجوا من العالية واستقروا في مكان سمي بالحجيرة لأسباب ودوافع تختلف حولها الراويات ويرجح أن سيدي عبد القادر قد بعث معهم أخاه العلمي يعلم الناس القرآن والفقه وبعد سنوات استوطن محمد بن العلمي الحجيرة وانتقل أباه العلمي إلى فاس لتعليم أولاد الشيخ التجاني القرآن وهذه المصاهرة هي بداية التاريخ الحجيرة والعالية المرتبط أساسا بتاريخ ظهور الشيخ التجاني والطريقة التيجانية التي قام بنشرها في المنطقة السيد: محمد بالمشري السائحي نيابة عن الشيخ التيجاني مؤسس هذه الطريقة.

## الشيخ التيجاني وارتباطه بالمنطقة
ولد الشيخ التيجاني عام 1150 هـ ونشر طريقته ابتداء من 1190 هـ وتوفي سنة 1230 هـ الموافق لـــــــ1815 م والثابت أن سيدي عبد القادر البوطي وجماعته لما على الرحيل إلى دزيوة لأسباب تختلف الروايات الشعبية حولها أيضا بعثوا إلى الشيخ التجاني في حياته يطلبون منه أن يأذن لهم في المكان المناسب لسكناهم واستقرارهم به مقترحين عليه الاستقرار في القرارة ولكاز أو بريان فأجابهم آن بلاد مزاب كلها للنار ولا تصلح لسكان الأحباب وكل هذه المعطيات ثابتة في مؤلفات الطريقة التيجانية ولذا يكون هذا الزمن هو تاريخ استقرار أولاد السائح في العالية وسعيد، وسعيد في الحجيرة وهو أواخر القرن الثاني عشر هجري (12 هـ)والثامن عشر الميلادي (18 م).
وفي طريقهم الرابط بين مزاب ووادي ريغ وبين ورقلة أي الزيبان وأولاد نائل وإنهم كانوا يترددون على المنطقة. وهذا هو المؤكد حسب المراجع ومــا يؤكد كلامنا أن سي محمد بن المشري التقى بالشيخ التيجاني عام 1186 واخذ منه الأوراد والإبل لينشر الطريقة في المغرب العربي بكامله حيث سلك ابن المشري السائحي من فاس إلى الشرق حيث التقى بسيدي إبراهيم الرياحي الذي أصبح عمدة للزاوية التيجانية في تونس وسيدي الحاج علي للطريقة في التماسين وناحية تقرت وسيدي عبد القادر البوطي مقدما على منطقة الحجيرة مأهولة بقبائل سعيد وأولاد السايح والفتايت والدرائسة وكان ابن المشري في طريقه أو سفره هذا قد بدا بإخوانه أولاد السايح وجيرانه سعيد فأدخلهم في الطريقة التيجانية بعد أن كانوا قادريين –الطريقة النادرية - ثم رجع ابن مشري إلى فاس وبقي مع الشيخ التيجاني في صحبته إلى عام 1208 هـ وتوفي الشيخ التيجاني عام 1230 هـ الموافق لـ1815 م وهكذا يرتبط عمران الحجيرة والعالية بالطريقة التيجانية وعموما ما بين 1190 هـ -1203 هـ هذا هو التاريخ الصحيح الذي تكونت فيه المنطقة وأضحت موطنا بعد أن كانت للرعاة والتجار والمسافرين معبرا وسكنها سعيد وأولاد السايح وتعاطوا الفلاحة وغرس النخيل إلى جانب تربية المواشي وبناء القصور مع الترحال الدائم لمعظمهم كما هو الحال في رحلة الشتاء والصيف بين الحجيرة ووادي ريغ.

## من معالم مدينة الحجيرة

### المدينة القديمة
المدينة أو الحجيرة القديمة أو القصر القديم أو الصومعة هو ما بقي من السكن أو العمران الذي كان يشغله السكان طيلة الفترة التاريخية التي سبقت وعاصرت الاستعمار فبقيت شامخة شاهقة على مرتفع من الأرض كأنها تسهر على الحجيرة ترقبها بعين حارسة.
والقصر يتربع على هضبة صخرية بمساحة إجمالية تقدر بــــ: 22500 م² يحده شمالا بساتين النخيل وجنوبا الزاوية التيجانية وشرقا الطريق الوطني رقم 33 ومحلات تجارية وسوق أسبوعية وغربا فضاء رحب.
ويتكون القصر من مسجد قديم تعلوه صومعة يبلغ طولها 22 م بالإضافة إلى البيوت ومساكن للعشيرة حولت وقت الاستعمار إلى مراكز خاصة بالإدارة الفرنسية ودكاكين تتوسطها ساحة للسوق وبها بئر لجلب المياه وفي الجهة الشمالية الغربية من القصر يوجد ضريح الولي الصالح: سيدي أمحمد احجيرة كما يحيط بالقصر صور لا زالت بقاياه إلى اليوم وكلها منجزة بالمواد المحلية –الجبس، الحجارة والأخشاب.
ولعب القصر دورا استراتيجيا بحكم موقعه على خط اتصال بين مزاب وواد ريع وسوف وكذا في ملتقى الحمادة الصحراوية بالعرق الشرقي والشط الشرقي أيضا.
إلا أن عدم رعاية جعله عرضة للتلف والاندثار بسبب العوامل الطبيعية والأيدي البشرية وكذا هجرة السكان التي أتت على ما بقي.

### وادي النساء
هو من أقدم الوديان التي عرفتها المنطقة ويرجح انه قد جرى قبل نشوء المدينة بعدة قرون وهو ينبع من فوق مصاب (حاسي الدلاعة)ولاية الاغواط ليمر بمدينة بريان من جهة القبلة ويلتقي مع وادي القرنة والكبش ليصل إلى مدينتنا ويتجاوزها إلى مدينة انقوسة.

#### أصل التسمية
يرجح البعض أن أصل التسمية يعود إلى:
- كان الواد مرتعا لبعض القبائل التي فتئت تشكل مجموعات تمتهن الرعي والتجار ولذلك كانوا يتركون الحريم في ذلك الوادي وحين يسألون يجيبوا بأننا تركناهم بوادي النساء.
- كما يمكن أن يكون البعض قد نسي فيه مؤنا أو موادا هامه مما أجبره على العودة والبحث عن تلك المواد وكان لا يعرف لذلك المواطن اسم فساه وادي نسى.

ومهما يكن من أمر هذا الوادي فان الزائر للمدينة من جهة الغرب لا محالة مبصر لتلك المناظر التي تأخذ بالألباب في وسط الصحراء.
والواد يجري في بعض المواسم فقط وذلك حسب وفرة المياه في اعلي الجبال التي هي منبعه، يسقي النباتات التي هي مصدر خصب للرعي.

### راقوبة –الربوة- الجهالة
هذا المعلم التاريخي الذي لم يلق أدنى اهتمام –بل إن بعض من أبناء المنطقة لا يعرفه ولا يسمع به – وان كان الأمر يقتضي نفضا للغبار عليه وبحثا في تاريخه.
فهو عبارة عن ربوة عالية تظهر فيها بنايات يعود بناؤها إلى زمن مضى وقرون خلت إذ هي مبنية بطرقة عشوائية، ويوجد في أعلى قمتها بئر عميق جدا يصل إلى أسفلها.
تقع هذه الربوة شمال شرق الراشدي بلدية الحجيرة، ويعود أصل التسمية إلى أن الذين كانوا يسكنونها ذوي بنية قوية ويقومون بأعمال همجية ولذلك أطلق عيها تسمية «الجاهلين».
يصل ارتفاع هذه القمة إلى 12 م تقربا ولكن بالرغم من المؤثرات الطبيعية والأرض التي فيها إلا أنها بقيت خالدة مع الزمن تنقل أحداثا لأجيال لاحقة.

### بغداد
لقد تساءل الكثير عن هذا الكنز الرابض في جوف الصحراء الراشدية، هذه الكنز الذي عملت يد الطبيعة والإنسان على تخريبه، فرياح الصحراء الحارة ومياه الأمطار الشتوية ما فتئت تجعلها ركاما من الأحجار.كما أن هجرة الأهالي لهذه النصب العظيم برواية (دار ما تخلي بغداد) جعلتها خاوية على عروشها.
يقع قصر بغداد شمال الراشدي على بعد 05 كلم تقريبا تحيط بها الأشجار من كل الجهات حيث به أطول شجرة تقع في شجرة الصنوبر (مطلية بالأبيض) يبلغ طولها حوالي 15 م.
بغداد راية تاريخية لم يعرف لها مثيل ن فهي عبارة عن أراضي صالحة للزراعة كانت تستغلها قبائل سكنت بغداد، إلا أن الاستعمار وافعله الشنيعة جمعها وبعدته.
يبقى أطلال قصر بغداد منطقة خصبة للدراسة التاريخية بحاجة إلى رجال.

### البرج
ربوة عالية استغلها الاستعمار وجعل على قمتها بناية لمشاهدة المناطق الأخرى والقبائل المجاورة.
يقع هذا البرج شرق الراشدي ويمكن رؤية هذا البرج على مسافة تتجاوز 30 كلم ويبلغ طوله حوالي 17 م.

### قبة سيدي العيد لخضر
إنها قبة الولي الصالح «سـيـدي العـيد الأخضر».تقع هذه القبة شمال الراشدي على مسافة 03 كلم. حيث كانت تتواتر زيارتها مرتين في السنة من قبل (السوايح وسعيد).
ومع مرور الزمن أصبحت الزيارة مرة واحدة فقط في فصل الخريف ويقوم بشؤون السياح أشخاص من أهالي المنطقة (كاوجة محمد الأخضر حاليا) ويقدم فيها الأكل واللحم تحت ضوء القمر ونغمة المزمار والبندير.

### عين الرومي
هي عبارة عن أنبوب يجهل مصدره من طرف الجميع –تقريبا- وتقول الرواية أن ثقب صغيرا فيه يؤدي إلى فيضانات عارمة لكثرة وجود المياه فيه ويقع في أرض مالحة –سبخة –تحيط به ثلاث أشجار وهو ذو مذاق مالح.
ولحد الآن لم يلق أية ملاحظة أو عناية ولا يكتشف حتى المصدر والمكان الذي يذهب إليه.
وهناك مناطق أخرى خصبة بحاجة إلى دراسة وتنقيب منها:
- نخـلـة بوشـــوشـة
- شــط البحـير
- كاف الذيـابة
- شعبة لاخرة